# Leopoldschlag
Leopoldschlag ist eine Marktgemeinde in Oberösterreich im Bezirk Freistadt im Mühlviertel mit 985 Einwohnern (Stand 1. Jänner 2025).

## Geografie
Leopoldschlag liegt auf 630 m Höhe im nördlichen Mühlviertel, an der Europäischen Hauptwasserscheide zwischen Elbe und Donau. Die Ausdehnung beträgt von Nord nach Süd 8,3 km und von West nach Ost 6,3 km.

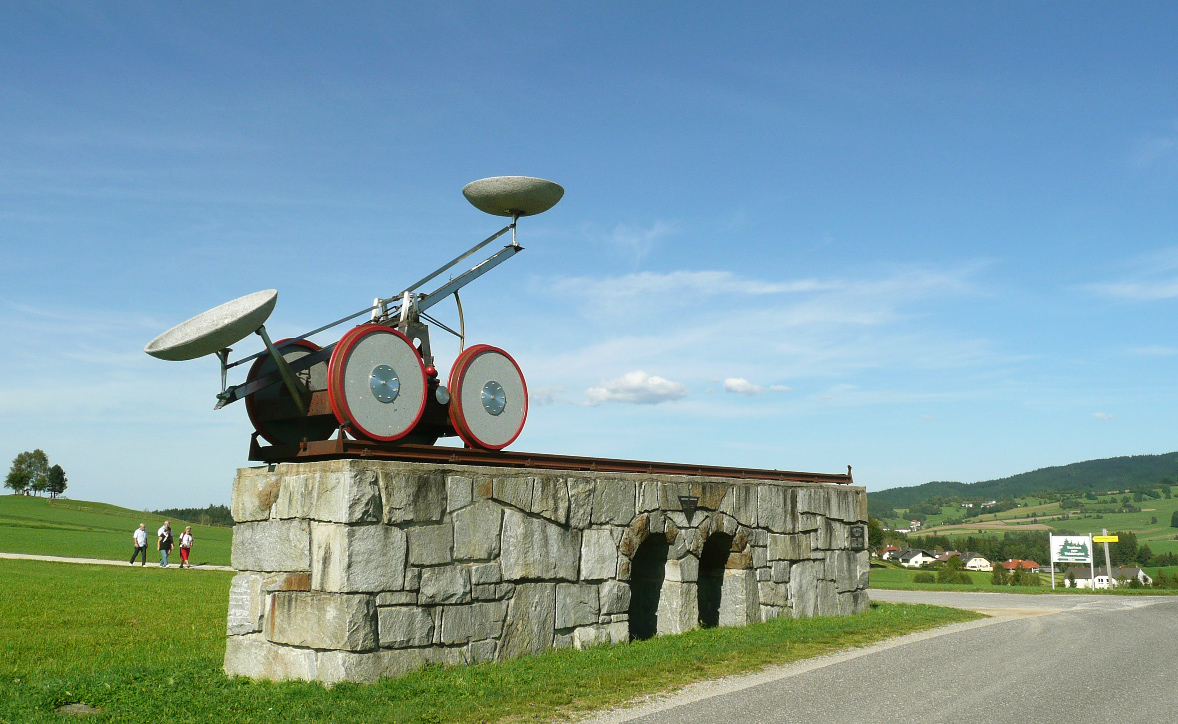
Gerhard Eilmsteiner: Wettershuttle (Der Wasserdieb) (errichtet 1999 am Wasserscheideskulpturenweg). Regenbetriebene Skulptur aus Granit und Stahl. Sind etwa 15 Liter Regenwasser in die obere Schale gefallen, fährt der mehrere Tonnen schwere Schienenwagen über die Wasserscheide, die Schale sinkt und entleert ihren Inhalt im anderen Wassereinzugsgebiet.

Die Gesamtfläche beträgt 25,6 km² (davon 7,1 % bewaldete Fläche und 17,6 % landwirtschaftlich genutzte Fläche). Eine Besonderheit in Stiegersdorf ist die Tobau mit 7 ha Fläche, wo heute noch Torf gewonnen wird.

### Gemeindegliederung

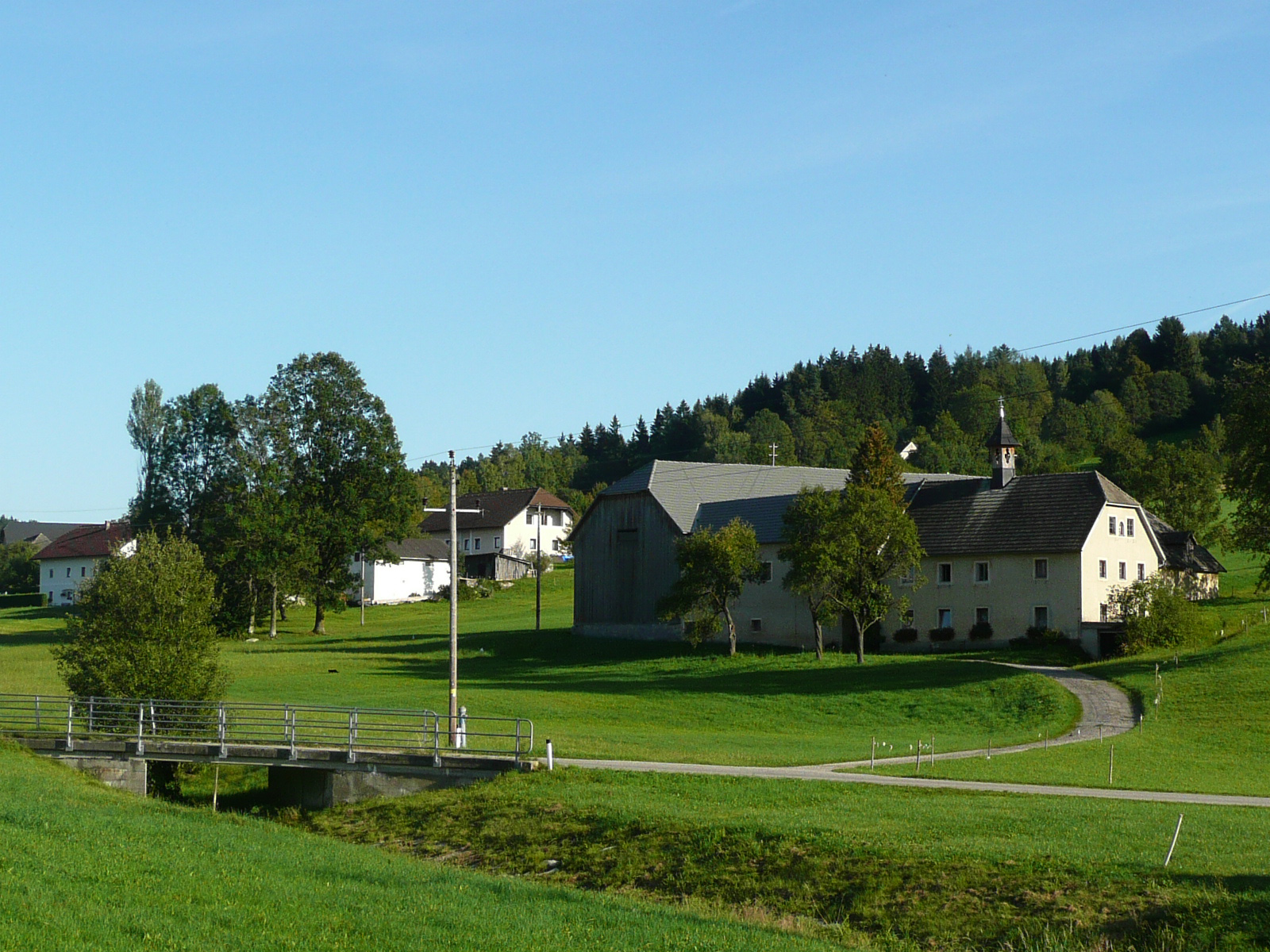
Ortsteil Mardetschlag

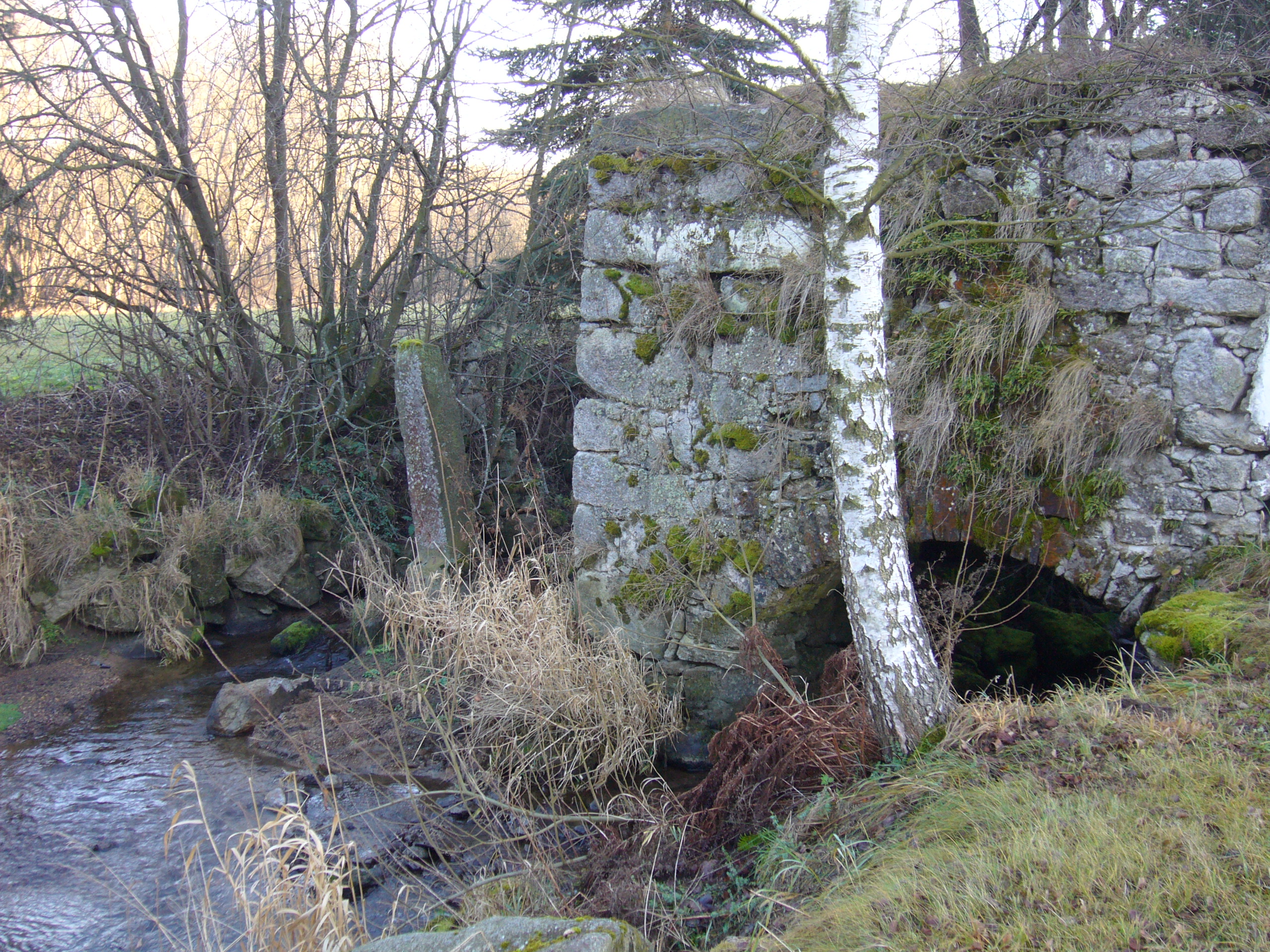
Mühle in Stiegersdorf

Das Gemeindegebiet umfasst folgende 11 Ortschaften (in Klammern Einwohnerzahl Stand 1. Jänner 2025):
- Dorf Leopoldschlag (142)
- Edlbruck (31)
- Eisenhut (35)
- Hammern (21) samt Geierhammer und Rößlhammer
- Hiltschen (46)
- Leitmannsdorf (21)
- Mardetschlag (148)
- Markt Leopoldschlag (457)
- Pramhöf (19)
- Stiegersdorf (9)
- Wullowitz (56)

Die Gemeinde besteht aus den Katastralgemeinden Hiltschen und Leopoldschlag.
Leopoldschlag gehört zum Gerichtsbezirk Freistadt.

### Nachbargemeinden
Die Gemeinde grenzt im Norden an Tschechien (Grenzübergang Wullowitz – Dolní Dvořiště), im Osten an die Gemeinde Windhaag bei Freistadt (Ortsteil Mairspindt), im Süden an die Gemeinde Rainbach im Mühlkreis (Ortschaft Kerschbaum) und im Westen an Tschechien (Horní Dvořiště).
|          | Dolní Dvořiště (CZ)                         |          |
|          | Kompassrose, die auf Nachbargemeinden zeigt | Windhaag |
| Rainbach | Grünbach                                    |          |

## Geschichte

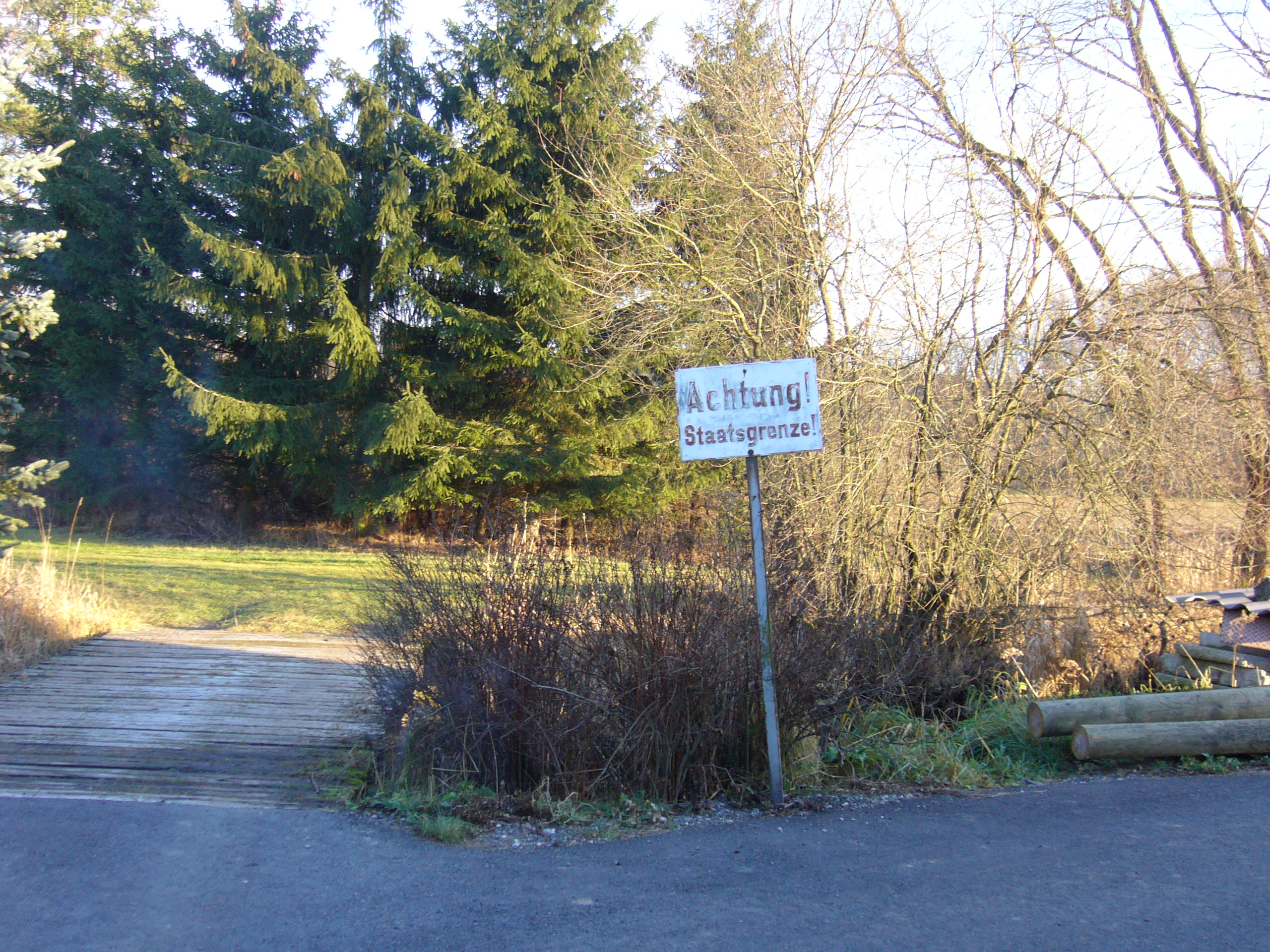
Grenze zu Tschechien

- Etymologie: Der Ortsname bildete sich aus dem Althochdeutschen/Mittelhochdeutschen slag. Slag bedeutet, ein durch Fällen der Bäume mit der Axt gerodetes Stück Land. Hinzu wurde der Personenname Leopold gefügt.

Die erste Erwähnung des Ortes stammt aus dem Jahre 1356 als Marchtt Leopoltzlag. Anfang des 15. Jahrhunderts (1415–1434) fielen die Hussiten öfters ein und verwüsteten die Gegend. Seit 1490 wird er dem Fürstentum 'Österreich ob der Enns' zugerechnet. Im Jahre 1526 wurde die Kirche errichtet und 1593 erfolgte die Verleihung des Wappens mit der Bestätigung der Marktrechte. Aus dieser Zeit dürfte auch der Pranger am Marktplatz stammen.
1732 errichtete der Ort den Marktbrunnen und um 1750 die Johannessäule am Marktplatz. Während der Napoleonischen Kriege war der Ort mehrfach besetzt. 1817 wurde die Körnerpyramide im Ortsteil Hammern errichtet. 1835 folgte die Errichtung des Grabmals der Familie Arneth, ein goldener Engel an der östlichen Außenmauer der Kirche. Vom Mittelalter bis ins 19. Jahrhundert gab es eine Schwemme auf der Maltsch, damit wurde Bauholz nach Norden in Richtung Budweis und Prag verbracht.
1867 wurde das Postamt eingerichtet, das bis 2003 bestand. 1876 folgte die Gründung des Gendarmeriepostens Leopoldschlag, der 2005 in eine Grenzpolizeiinspektion umgewandelt wurde. Um 1902 wurde die Raiffeisenkasse Leopoldschlag gegründet. Nach dem Ersten Weltkrieg folgte die Errichtung des Zollhauses (1922) und die Eröffnung der Dr. Gleißner-Schule im Ortsteil Wullowitz. Nach dem Anschluss Österreichs an das Deutsche Reich am 13. März 1938 gehörte der Ort zum „Gau Oberdonau“.
Nach dem Zweiten Weltkrieg erfolgte die Einrichtung der Wassergenossenschaft Leopoldschlag im Jahr 1949/1950. 1962 wurde der Kirchturm gesprengt, um die Kirche zu erweitern. 1969 wurde die neue Volksschule eröffnet und ab 1973 wurde die Ortskanalisation gebaut. In den Jahren 1983 und 1984 wurde die Kirche Maria Schnee am Hiltschnerberg errichtet, da die Wallfahrtskirche in Zettwing wegen des eisernen Vorhangs nicht mehr erreicht werden konnte. 1986 kam der 1. ständige Arzt nach Leopoldschlag. Nach dem Fall des eisernen Vorhangs (1989) erfolgte die Eröffnung der Grenzlandbühne (1998), die Öffnung des touristischen Grenzübergangs im Ortsteil Hammern (2006) und der Neubau der Kläranlage (2006).

### Bevölkerungsentwicklung
Im Jahr 1869 wohnten im Gemeindegebiet 1380 Menschen, der höchste Stand in der Geschichte. Bis 1939 sank die Bevölkerung auf 1135 Menschen. Nach einem Zwischenhoch 1951 schrumpft seitdem die Bevölkerung merklich, was vermutlich auf die dezentrale Lage zurückzuführen ist. Im Jahr 1991 hatte die Gemeinde 1115 Einwohner, bei der Volkszählung 2001 nur mehr 1086, was einem Rückgang von 2,7 % entspricht. Am 1. Jänner 2008 verzeichnete die Gemeinde 1054 Einwohner.
Bei der Volkszählung 2001 betrug der Anteil der Einwohner, die 60 Jahre und älter waren, 20,4 %; 20,8 % waren unter 15 Jahre alt. Der Anteil der weiblichen Bevölkerung lag bei 49,4 %.
Von den 860 Bewohnern Leopoldschlags, die 2001 über 15 Jahre alt waren, hatten 2,2 % eine Universität, Fachhochschule oder Akademie abgeschlossen. Weitere 4 % hatten eine Matura absolviert, 46,4 % hatten einen Lehrabschluss oder eine berufsbildende mittlere Schule besucht und 47,3 % aller Leopoldschläger hatten die Pflichtschule als höchsten Abschluss.

### Herkunft und Sprache
Der deutsche Dialekt, der im Raum Leopoldschlag sowie in Oberösterreich allgemein gesprochen wird, ist das Mittelbairische. 95,9 % der Leopoldschläger gaben 2001 Deutsch als Umgangssprache an. Weitere 3,4 % sprachen hauptsächlich türkisch, 0,7 % tschechisch, der Rest sprach andere Sprachen.
Der Anteil der Leopoldschläger mit ausländischer Staatsbürgerschaft lag 2001 mit 5,9 % unter dem Durchschnitt Oberösterreichs. Dabei hatten 3,4 % der Leopoldschläger Bevölkerung eine Staatsbürgerschaft der Türkei, 1,3 % eine aus Deutschland und 1,2 % entfielen auf sonstige Staatsbürger. Insgesamt waren 2001 etwa 6,9 % der Leopoldschläger in einem anderen Land als in Österreich geboren.

## Kultur und Sehenswürdigkeiten

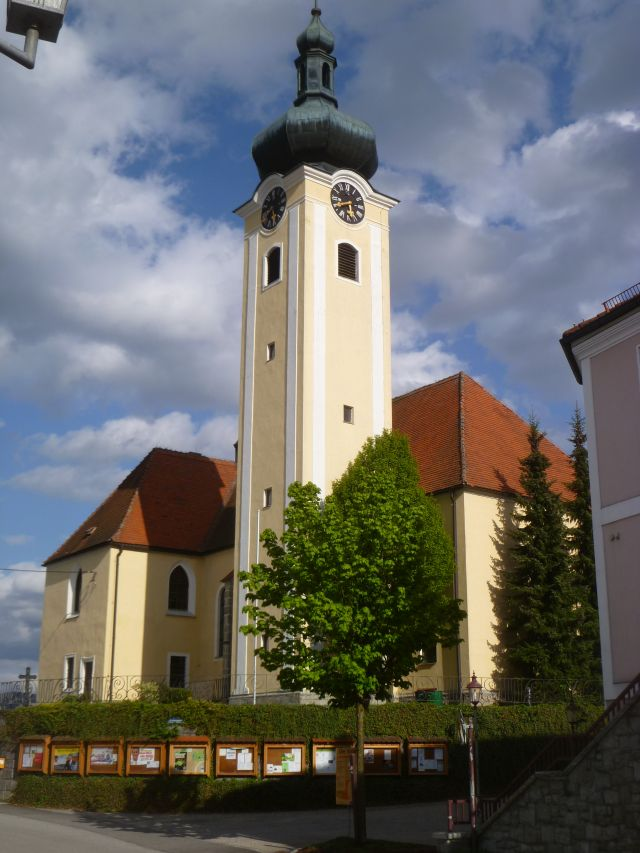
Pfarrkirche Leopoldschlag

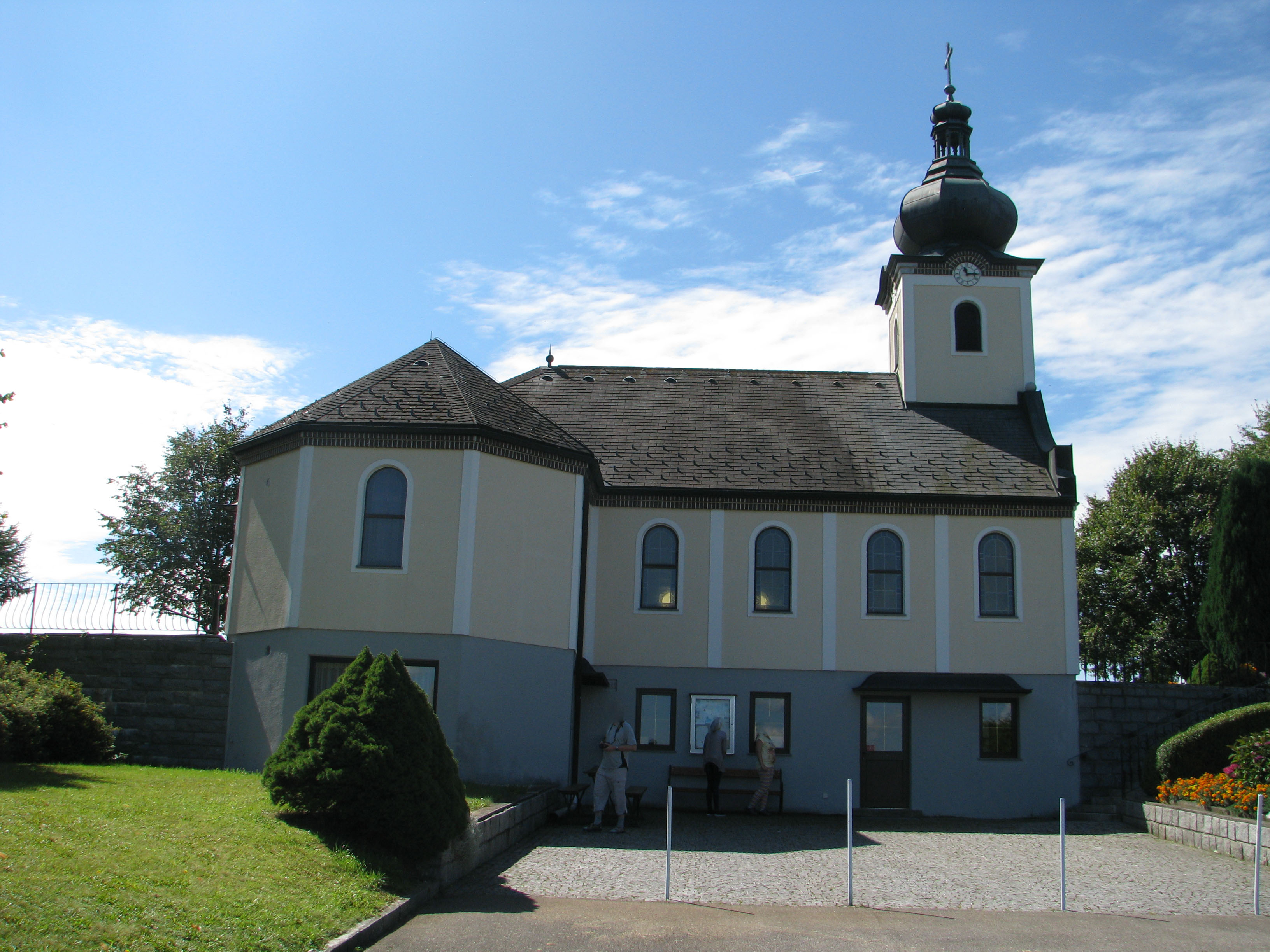
Maria Schnee am Hiltschnerberg

### Bauwerke
- Katholische Pfarrkirche Leopoldschlag hl. Georg
- Katholische Wallfahrtskirche Maria Schnee am Hiltschnerberg: errichtet auf Grund des eisernen Vorhangs
- Brunnen an der Kontinentalwasserscheide: Ein hydrographisches Denkmal
- Körner-Pyramide: Granitpyramide, auf 4 Granitkugeln am Sockel gelagert mit Eisenkreuz
- Marktplatz: Mit Pranger, Brunnen und Denkmälern aus der Zeit 1500 bis 1750
- Überreste einer Brücke der Pferdeeisenbahn Budweis–Linz–Gmunden

### Museen
- Hafnerhaus: Zeigt alte Töpferkunst
- Zollwacheschutzhütte: Zur Erinnerung an die vielen ehemaligen Zollwacheabteilungen an der Grenze wurde es 2007 errichtet. Es ist – so der Betreiber – eines der kleinsten Museen weltweit und das einzige Museum in Österreich, das sich mit der Thematik der „Zollwache“ beschäftigt. Es befindet sich direkt an der tschechischen Grenze im Ortsteil Hammern.

### Musik und Bühne
- In Leopoldschlag sind zwei Musikvereine beheimatet: Der MV Leopoldschlag sowie der MV Mardetschlag.
- In der Grenzlandbühne werden jährlich Theaterstücke aufgeführt.

### Naturdenkmäler
- Entlang der Maltsch befindet sich ein großflächiges Gebiet, das durch die Naturschutzinitiative „Grünes Band Europa“ dem Europaschutzgebiet „Natura 2000“ angehört.
- Martinstein
- Opferstein

### Sport
- Die österreichische Turn- und Sportunion Leopoldschlag bietet ein Angebot von vier Sektionen: Fußball, Stockschießen, Tennis und Schilauf.
- Außerdem hat sich ein Radteam namens „Al Carbon“ gebildet.

## Wirtschaft und Infrastruktur
Im Ortsteil Hiltschen steht ein 24.000 m² großes INKOBA Betriebsbaugebiet zur Verfügung.

### Verkehr
- Straße: Die Mühlviertler Straße (B 310) führt durch das Gemeindegebiet und endet hier beim ehemaligen Grenzübergang Wullowitz. Künftig wird auch die Mühlviertler Schnellstraße (S 10) durch das Gemeindegebiet verlaufen.

### Bildung
Im Ort stehen ein Kindergarten und eine Volksschule zur Verfügung. Zusätzlich besteht eine Bücherei.

### Sicherheit
Im Gemeindegebiet existieren vier Freiwillige Feuerwehren (FF): FF Leopoldschlag, FF Mardetschlag, FF Dorf Leopoldschlag und FF Wullowitz.

## Politik

### Gemeinderat
Der Gemeinderat hat 13 Mitglieder.
- Mit den Gemeinderats- und Bürgermeisterwahlen in Oberösterreich 2003 hatte der Gemeinderat folgende Verteilung: 9 ÖVP, 3 SPÖ und 1 FPÖ.
- Mit den Gemeinderats- und Bürgermeisterwahlen in Oberösterreich 2009 hatte der Gemeinderat folgende Verteilung: 9 ÖVP, 2 SPÖ, 1 FPÖ und 1 GRÜNE.
- Mit den Gemeinderats- und Bürgermeisterwahlen in Oberösterreich 2015 hat der Gemeinderat folgende Verteilung: 8 ÖVP, 3 FPÖ, 1 SPÖ und 1 GRÜNE.[8]
- Mit den Gemeinderats- und Bürgermeisterwahlen in Oberösterreich 2021 hat der Gemeinderat folgende Verteilung: 8 ÖVP, 3 FPÖ, 1 SPÖ und 1 GRÜNE.[9]

### Bürgermeister
- bis 2008 Alois Böhm (ÖVP)
- 2008–2021 Hubert Koller (ÖVP; Ehrenbürger 2021)[10][11]
- seit 2021 Anita Gstöttenmayr (ÖVP)[10][12]

### Wappen
Das Gemeindewappen ist der Länge nach gespalten. Heraldisch links ist in Rot ein silberner Balken, der die Zugehörigkeit zum Freistädter Herrschaftsgebiet zeigt. Heraldisch rechts ist in Gold auf grünem Dreiberg ein braunstämmiger, grün beblätterter Lindenbaum, auf den ein schwarzer, aufgerichteter Bär mit rot ausgeschlagener Zunge zu klettern versucht. Dies weist auf die Sage zur Entstehung des Ortsnamens hin. Nach der Sage waren Leopold und sein Freund jagen, als sie von den Bären verfolgt wurden kletterten sie auf den Baum! Der Bär wollte hinaufklettern doch als seine Pfote bedrohlich nahekam schrie Leopolds Freund: „Leopold-schlag zu“! So schlug Leopold dem Bären die Tatze ab und der Ort hatte einen Namen.
Die Verleihung des Gemeindewappens erfolgte am 21. Oktober 1593, zeitgleich mit der Bestätigung der Marktrechte.

## Persönlichkeiten

### Söhne und Töchter der Gemeinde
- Michael Arneth (* 1771; † 1854), Abt des Stiftes Sankt Florian 1823–1854
- Joseph von Arneth (* 1791; † 1863), Archäologe
- Leopold Kemeter (* 1808; † 1873), Brauer, Gastwirt und Politiker, Mitglied des Abgeordnetenhauses 1861–1865[14]
- Josef Panhuber (* 1881; † 1955), Orgelbauer
- Josef Beyerl (* 1898; † 1934), Opfer des Nationalsozialismus
- Alois Wagner (* 1924; † 2002), Kurienerzbischof
- Josef Knoll (* 1926; † 2013), Politiker und Landesbeamter
- Leopold Pammer (* 1951; † 2011), Lehrer, Theaterspieler und Autor